# Jean-Baptiste Baillon
Jean-Baptiste Baillon, né à Paris le 27 octobre 1702  et mort le 8 avril 1772 à Paris, est un horloger français.

## Biographie
Issu d’une dynastie d’horlogers,Jean Baptiste Albert Baillon était le fils de l’horloger parisien renommé Jean-Baptiste Denis (mort en 1757) et Geneviève Jacquin, et petit-fils de l’horloger originaire de Rouen, Jean-Baptiste I. Reçu maître horloger en 1727, il tenait boutique sur la place Dauphine à l'enseigne de "La belle image" et, ensuite, rue Dauphine mais, fait exceptionnel, faisait fabriquer ses montres dans une manufacture à Saint-Germain, où plusieurs horlogers travaillaient pour lui, et que Jean Jodin dirigea, de 1748 à 1757.
Ayant acheté successivement, pour une somme très importante, pour lui et ses descendants, le prestigieux titre de « Valet de Chambre-Horloger Ordinaire de la Reine », « Premier valet de Chambre de la Reine », puis « Premier valet de Chambre » et « Valet de Chambre-Horloger Ordinaire de la Dauphine » Marie-Antoinette en 1770, il eut droit, au bout de 25 ans, à la noble distinction d’un deuxième nom et choisit « de Fontenay », qui n’apparait cependant que sur une montre exposée au musée Galilée à Florence .

La famille royale espagnole, le Garde-Meuble de la Couronne et les membres de la haute société parisienne étaient au nombre de ses clients. Ferdinand Berthoud, en 1753, dans une Lettre sur l'horlogerie contenant quelques remarques sur les principales parties de cet art et sur les personnes qui ont le plus contribué à le perfectionner, décrit l’importance de son atelier de Saint-Germain-en-Laye :

« Sa maison est un Magasin de l'Horlogerie la plus belle et la plus riche. Le Diamant sert non seulement à décorer ses montres, mais même des Pendules ; Il en a fait dont les Boetes étoïent de petits Cartels d'Or, ornés de fleurs de Diamans imitant la Nature… Sa maison de St-Germain est une espèce de Manufacture. Elle est remplie d'Ouvriers continuellement occupés pour lui… puisque lui seul fait une bonne partie de l'Horlogerie. »

L'Esprit des journaux françois et étrangers par une société de gens de lettres de 1781 indique ses spécialités à une époque où le style Louis XV est tout à fait abandonné : 

« les horlogers de Paris, jaloux de la réputation de Julien le Roi tâcherent de le surpasser ; entre autres B. Baillon, horloger de la reine, fit tout ce qu'il put, & réussit à répondre, au caprice des femmes, en variétés d'horlogerie accompagnées de bijouteries ; voilà l'époque de la perte de simplicité de la construction des montres françoises, & de l'établissement de la frivolité dans des machines […]. »

L'ampleur de sa production l’ayant conduit à numéroter les mouvements de ses pendules, les numéros figurent lors de l'inventaire de son fonds, qui a été dispersé aux enchères en 1772, ce qui restait, le 23 février 1773 et les jours suivants, Baillon ayant cessé son activité et fermé sa manufacture de Saint-Germain, en 1765. À sa mort, en 1772, il était très riche. Le duc de Luynes rapporte qu’un de ses enfants fut ondoyé par la reine. Son fils, homonyme et horloger comme lui, né en 1753, ne lui a survécu que d’un an.
Ses créations sont exposées, entre autres, au musée des Arts et Métiers de Paris et du musée du Louvre, au Palais de Versailles, au musée Paul-Dupuy de Toulouse, aux musées royaux des beaux-arts de Belgique de Bruxelles, au musée Galilée de Florence, aux Victoria and Albert Museum et Science Museum de Londres et au Metropolitan Museum of Art de New York.

## Œuvres répertoriées

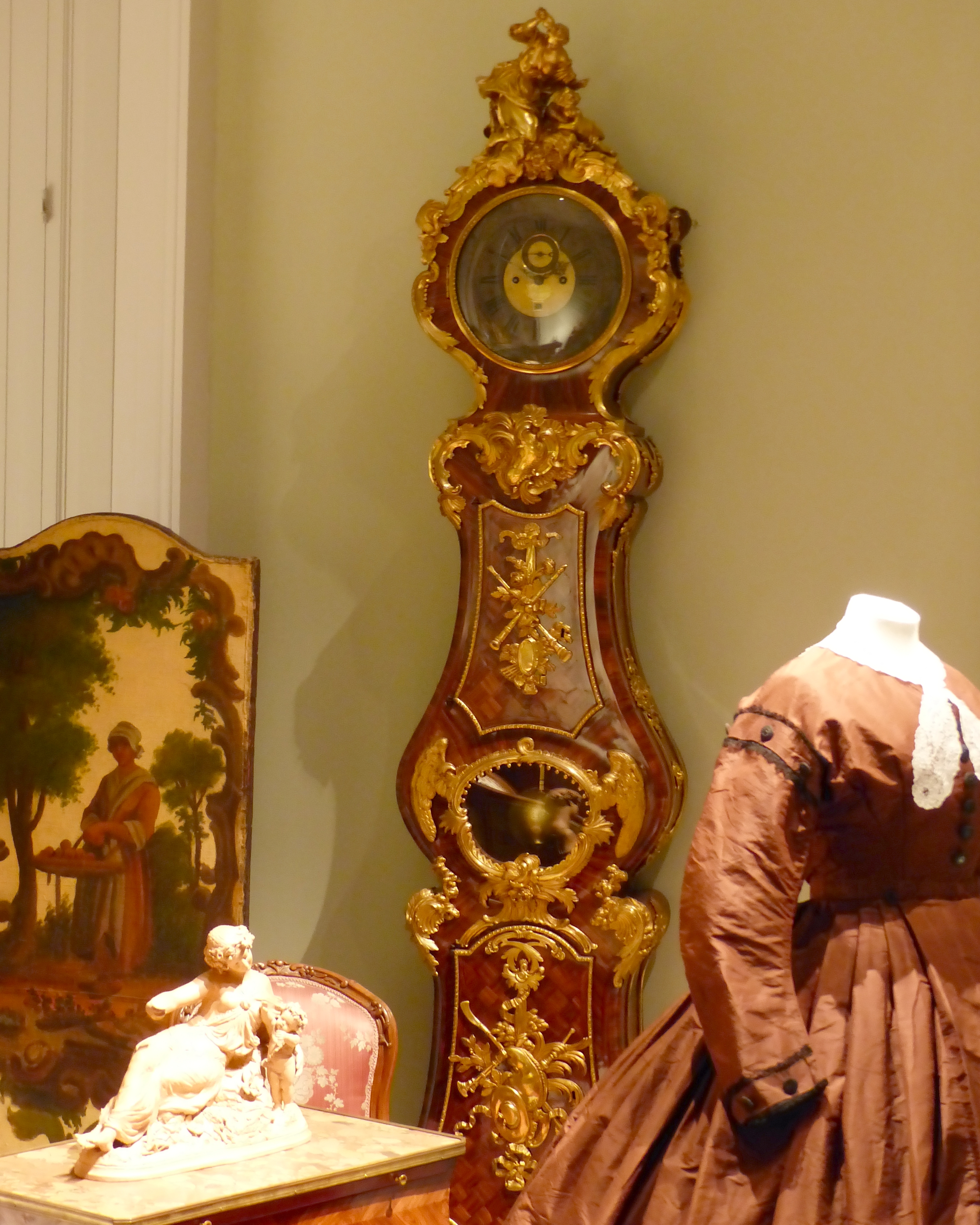
Montpellier Cabrières-Sabatier 066

- Pendule à l'éléphant en bronze. La partie supérieure d'un singe tenant une ombrelle. Le cadran avec indication des heures et des minutes est signé ainsi que le mouvement « Jean-Baptiste Baillon... à Paris no 1562 » et est flanqué de fleurettes, feuilles d'acanthe.
- 1749, cartel donné par la reine au sieur Capperon, son chirurgien dentiste, mouvement numéroté 2753. Provenance : Vente chez Sotheby's Paris, Important mobilier, objets d'art, tableaux et dessins anciens, porcelaine de chine, Paris, Galerie Charpentier, jeudi 16 décembre, 2004, lot 80 .
- Porte-montre au cheval en porcelaine de Chine céladon, la montre à cadran à chiffres romains et arabes dans un entourage de feuillage et fleurs en porcelaine. Cadran signé J.-B. Baillon, mouvement inscrit « Baptiste Baillon no 3280 ». Provenance : vente à Paris, Galerie Georges Petit, 6 juin 1930, puis vente Piasa, Objets d'art et bel ameublement, lot 18, 9 décembre 2011 .
- Avant 1753, montre de Samuel-Jacques Bernard comte de Coubert : « Une montre faite par Baillon, plate [...] pendante avec une chaîne d'or à laquelle sont attachés trois cachets, l'un d'une pierre d'ametiste gravé aux armes dudit deffunt [sic] montée en or et garnie de petits diamants au karat, l'autre d'une agathe onix montée en or avec une teste de more ayant un collier de petis [sic] diamants au karat, et le troisième d'une cornaline montée en or, pesant ensemble quatre cent vingt livres ».
- Septembre 1754, « le Sr Baillon, horloger de la Reine avoit été chargé d'envoyer deux pendules à Fontainebleau, & d'en tenir deux à la barrière des Gobelins, vers la même heure, afin de mesurer le tems que Lord Powertscourt employerait à sa course » (Voir La Clef du Cabinet des Princes de l'Europe, janvier 1755 lire en ligne
- Pendule régulateur en gaine de marqueterie de bois de rose, bronzes fondus ciselés et dorés. Préfecture de l'Oise lire en ligne
- Régulateur de parquet dans le salon d'angle de l'hôtel Cabrières-Sabatier d'Espeyran à Montpellier.